# Saison 1 de L'Incroyable Hulk
Chronologie
téléfilms de L'Incroyable Hulk Saison 2
Cet article présente les dix épisodes de la première saison de la série télévisée L'Incroyable Hulk.

## Distribution

### Acteurs principaux
- Bill Bixby : Dr Peter Waskin/John Maseker
- Lou Ferrigno : Klaus Beranek/L'Incroyable Hulk
- Jack Colvin : Peter Thaler

- Martin Kove : Martin Iker
- Dabbs Greer : Docteur Wanatabe
- Jeremy Brett : Klaus Schumann
- Deanna Lund : Tea Robinson
- Robert Alda : Jim Tisdale
- Jack Kruschen : Mme Thayer
- John Crawford :  Ericson
- Don Marshall : Lee Know
- Jennifer Darling : Joanie Denego
- Grand L.Bush : Mike Denego
- Julie Adams : Ella
- Andrew Robinson : Docteur Henry Stark
- Carl Franklin : Harry Crosby
- Diane Civita : Carrie Fishi
- Sheila Larken : Josie Mcclean
- James Sikking : Clint Eastwood
- Jack Kelly : John Witherspoon

## Épisodes

### Épisode 1:Dernier Round
- États-Unis : 10 mars 1978 sur CBS

- Martin Kove (VF : Richard Darbois) : (Henry « Rocky » Welsh)
- Fran Myers (Mary)
- Al Ruscio (Monsieur Sariego)
- Paul Henry Itkin (Wilt)
- Tony Brubaker (Bill Cole)
- John Witherspoon (Tom)

### Épisode 2:Les Captifs
- États-Unis : 17 mars 1978 sur CBS

- Caroline McWilliams (Docteur Claudia Baxter)
- Richard Kelton (VF : Marc de Georgi) (Carl)
- Dabbs Greer (Docteur Malone)
- Charles Lampkin (Joe)
- Jean Durand (Jagger)
- Billie Beach (Rita)

### Épisode 3:Meurtre au féminin
- États-Unis : 24 mars 1978 sur CBS

- Jeremy Brett (James Joslin)
- Loni Anderson (Sheila Cantrell)
- Deanna Lund (Terri Ann)
- Ben Gerard (Sanderson)
- Rick Goldman (Elkin)
- Nancy Steen (Ellen)

### Épisode 4:Terreur àTimes Square
- États-Unis : 31 mars 1978 sur CBS
- France : 24 janvier 1981 sur TF1

- Robert Alda (Jason Laird)
- Jack Kruschen (Norman Abrams)
- Arny Freeman (Leo Kahn)
- Pamela Susan Shoop (Carol Abrams)
- Karl Held (Jonathan)
- Michael Mancini (Hank)

### Épisode 5:747
- États-Unis : 7 avril 1978 sur CBS

- Edward Power (Phil)
- Sondra Currie (Stephanie)
- Denise Galik (Denise)
- Brandon Cruz (Kevin)
- Susan Cotton (Cynthia Davis)
- Don Keefer (Monsieur MacIntire)

### Épisode 6:Las Vegas
- États-Unis : 21 avril 1978 sur CBS

- Julie Gregg (Wanda)
- Don Marshall (Lee)
- Simone Griffeth (Cathy)
- Dean Santoro (Ed Campion)
- John Crawford (Tom Edler)
- Charles Picerni (Charlie)

### Épisode 7:Le Camion fou
- États-Unis : 28 avril 1978 sur CBS
- France : 7 février 1981 sur TF1

- Jennifer Darling (Joanie)
- Frank Christi (Ted)
- Grand L. Bush (Mike)
- Peggy Doyle (La femme de la station service)
- Don Starr (L'épicier)
- Charles Alvin Bell (L'homme à la station service)

### Épisode 8:Un bébé
- États-Unis : 12 mai 1978 sur CBS

- Julie Adams (Ellen)
- Andrew Robinson (Docteur Stan Rhodes)
- Carl Franklin (Crosby)
- Diane Civita (Carrie)
- Mitzi Hoag (Chef infirmière)
- John Warner Williams (Dan)

### Épisode 9:Séisme
- États-Unis : 19 mai 1978 sur CBS
- France : 7 mars 1981 sur TF1

- Sherry Jackson (Docteur Diane Joseph)
- Peter Brandon (Ted Hammond)
- Gary Wood (Turner)
- Kene Holiday (Paul)
- Lynne Topping (Nancy)
- John Alvin (Docteur Patterson)

### Épisode 10:Embarquement clandestin
- États-Unis : 31 mai 1978 sur CBS

- Sheila Larken (Josie)
- James Sikking (Cliff McConnell)
- Jack Kelly (Tony Kelly)
- Helen Page Camp (Sarah)
- Ted Markland (Marty Hammond)
- William Benedict (Vic)